# Хордотональные органы
Хордотональные органы — органы чувств у ряда представителей членистоногих, в основном у насекомых и ракообразных, относящиеся к периферической нервной системе. Могут располагаться на крыльях, ногах, туловище, усиках или ротовой полости насекомого. 
Внешне хордотональные органы представляют собой группы удлинённых сенсилл, которые натянуты между двумя участками кутикулы или между кутикулой и прилежащими к ней тканями. Каждая из этих сенсилл включает 1—3 биполярных нейрона и 2—3 вспомогательных клеток (в среднем число клеток обычно не превышает 4) разного назначения, одна из которых содержит цилиндрическое образование, называемое сколопсом. Некоторые из них прикреплены к кутикуле с помощью тонких связок, называемых лигаментами.
Их назначение состоит в восприятии смещения различных сегментов тела насекомого и их придатков, а также тканей в сочленениях конечностей и между сегментами тела. Хордотональные органы, находящиеся в составе тимпанальных органов, отвечают за восприятие вибрации звука. Характерным примером является так называемый орган Джонстона (назван в честь Кристофера Джонсона, открывшего его в 1855 году), наблюдаемый, например, у мушек-дрозофил: звуковые волны воспринимаются волосками на усиках, что вызывает растяжение кутикулы.
Так называемые субгенуальные органы — органы, расположенные в голенях ряда насекомых, — воспринимают вибрацию растения, почвы или иного субстрата, на котором находится насекомое.